# Linthal
Linthal fue hasta el 31 de diciembre de 2010 una comuna suiza del cantón de Glaris.
Desde el 1 de enero de 2011 es una localidad de la nueva comuna de Glaris Sur al igual que las antiguas comunas de Betschwanden, Braunwald, Elm, Engi, Haslen, Luchsingen, Matt, Mitlödi, Rüti, Schwanden, Schwändi y Sool.

## Geografía
Linthal se encuentra al extremo sur del cantón y de la comuna de Glaris Sur, en ella nace el río Linth en los Alpes glaroneses. La antigua comuna limitaba al norte con la comuna de Muotathal (SZ), Braunwald, Rüti y Betschwanden, al este con Elm, Andiast (GR) y Waltensburg/Vuorz (GR), al sur con Breil/Brigels (GR), Trun (GR), Sumvitg (GR) y Disentis/Mustér (GR), y al oeste con Silenen (UR) y Spiringen (UR).
Con una superficie de 131 km², Linthal tenía la mayor superficie municipal de todos los municipios de Glaris. El territorio municipal incluía el lago Limmerensee (1857 m sobre el nivel del mar), el lago Muttsee (2446 m sobre el nivel del mar), dos represas artificiales que pertenecen a la planta hidroeléctrica de la empresa Kraftwerke Linth-Limmern AG.

En la parte sur del antiguo municipio independiente se encuentran los picos más altos de los Alpes glaroneses. El punto más alto del municipio y al mismo tiempo del cantón es el Tödi (Piz Russein), a 3614 m sobre el nivel del mar, en la frontera con el cantón de los Grisones. 

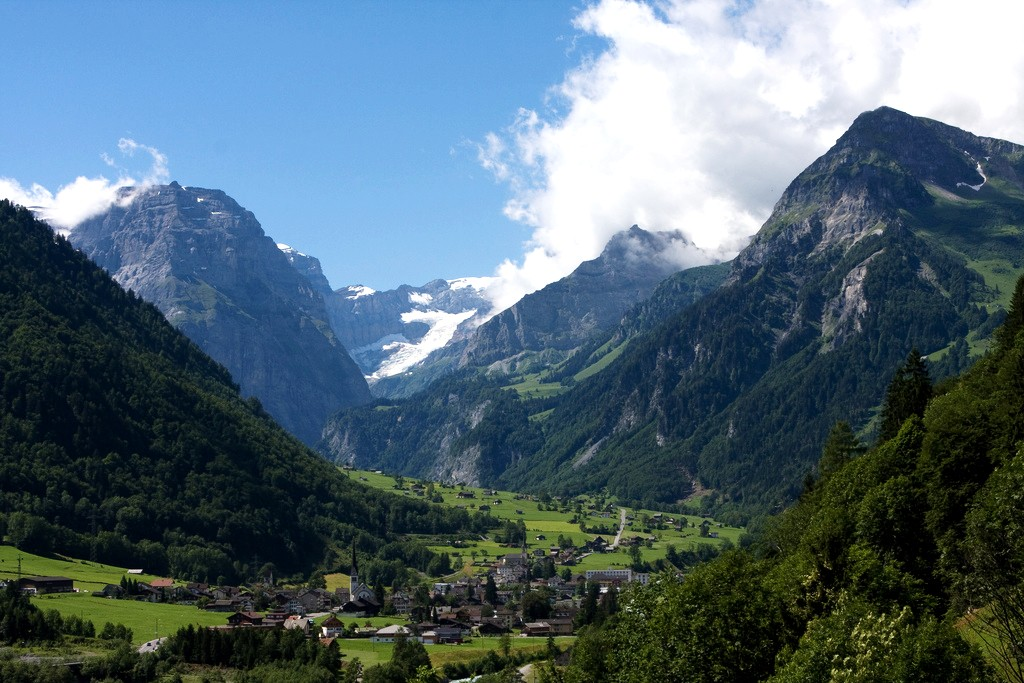
Vista del valle de Linthal.

## Transportes
Ferrocarril
De la estación de la localidad parten trenes regionales que permiten conectar otras localidades y comunas del cantón, así como otras ciudades, como Zúrich.

## Atractivos turísticos
El pueblo es conocido como punto de partida para excursiones a los Alpes de Glaris, así como para excursiones a Braunwald y al Paso Klausen.
La ruta de senderismo de larga distancia "Vía Alpina" discurre con la etapa C4 de Elm a Linthal por el Paso Richetli de 2261 m de altura, la conexión más corta con el Sernftal. El Paso Kisten de 2714 m de altura conduce a Brigels en el valle del río Vorderrhein.

### Museo Suworow
El Museo Suvorov fue fundado en 1986 y se encuentra en Linthal desde junio de 2012, en conmemoración del generalísimo ruso Alexander Vasílievich Suvórov, que viajó a través de Suiza con el ejército ruso en un convoy alpino en los años 1798 y 1799. Contiene imágenes, libros y hallazgos. Entrada gratuita, visitas guiadas gratuitas.

## Galería

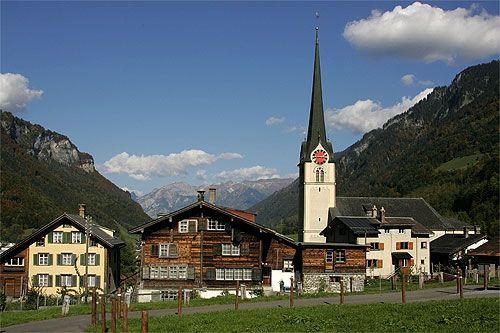
Iglesia de Linthal
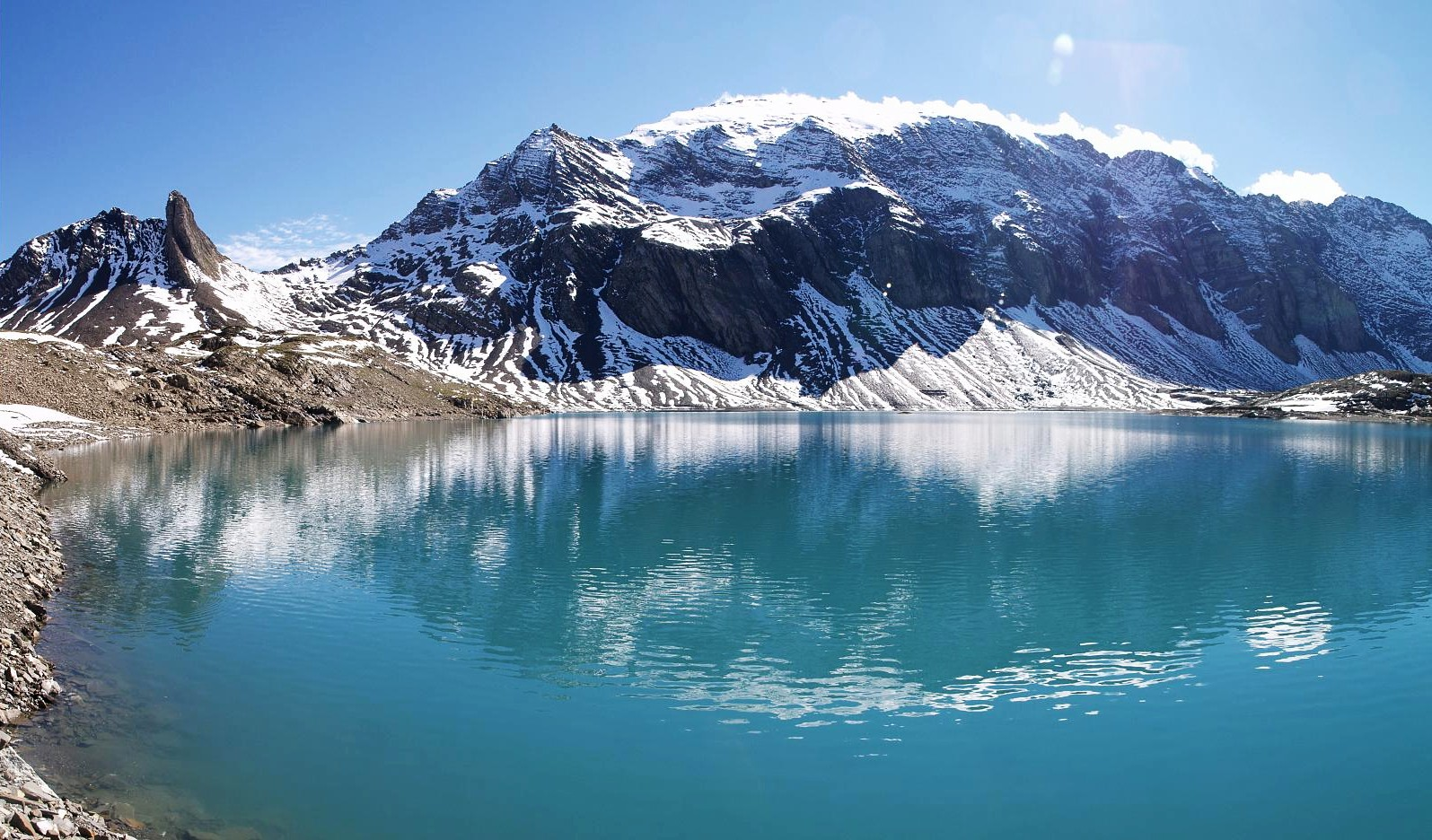
Lago Muttsee
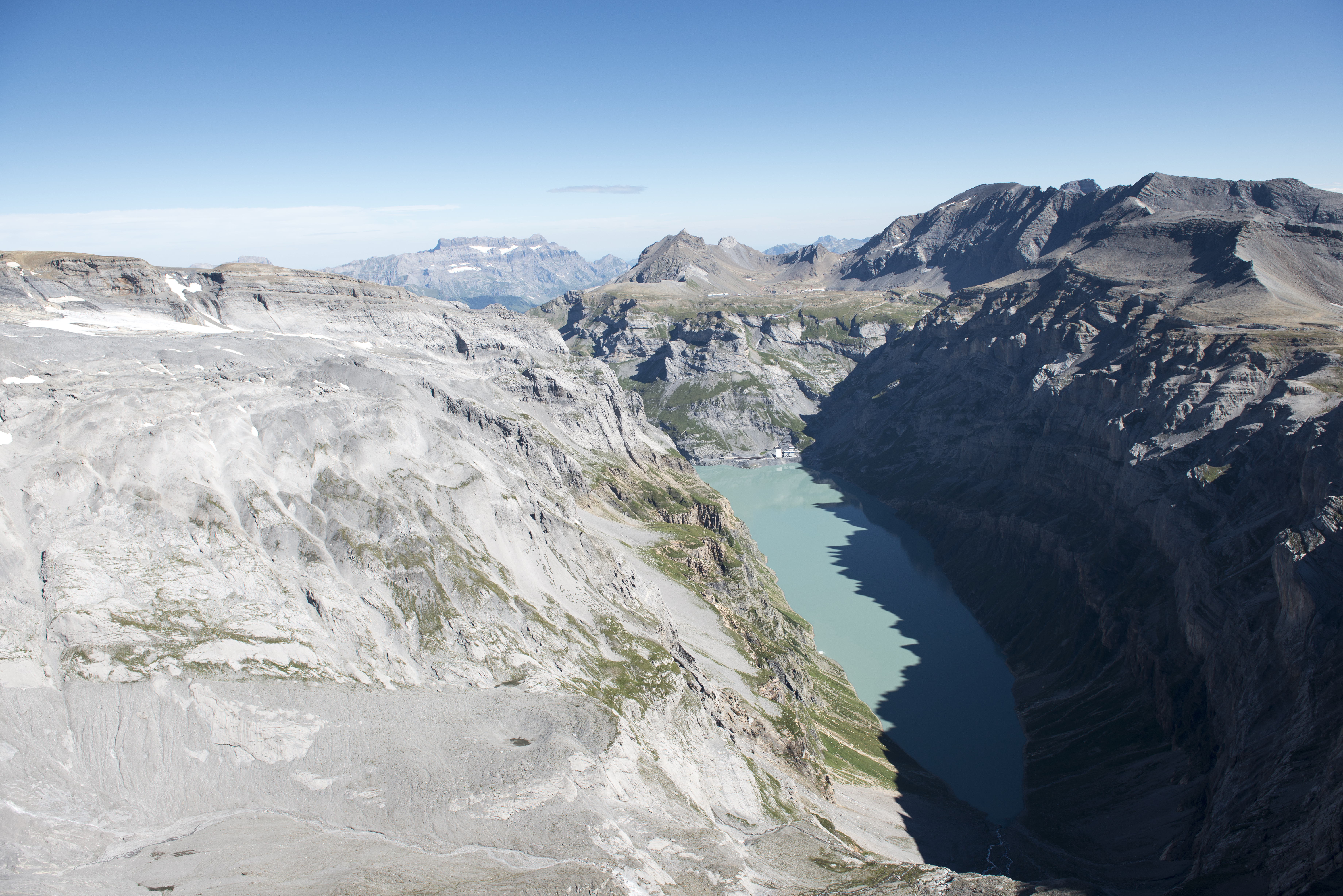
Lago Limmernsee
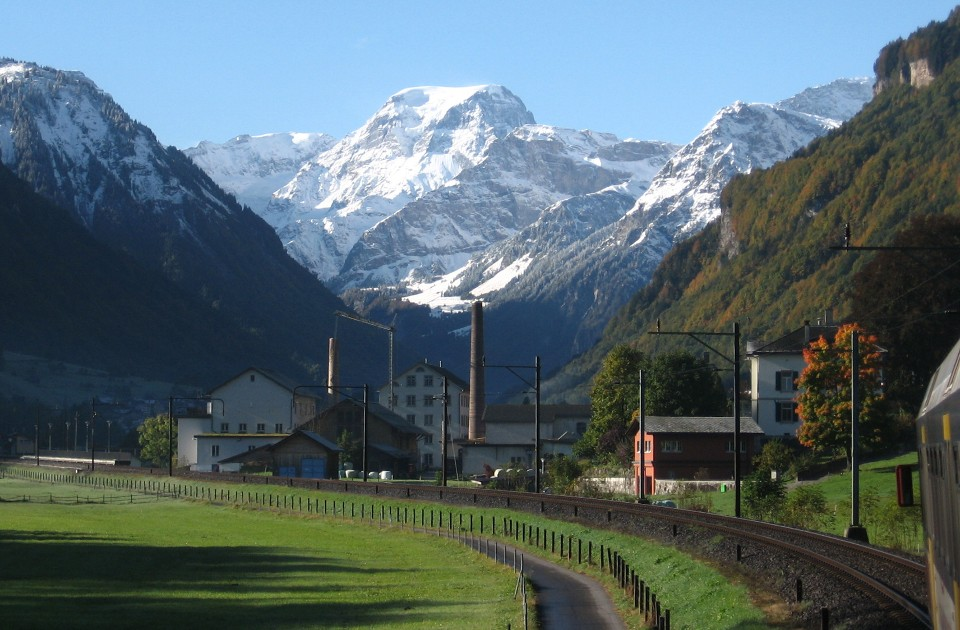
Vista al Tödi dese Linthal